# Morte de Yahya Sinwar
Em 17 de outubro de 2024, as Forças de Defesa de Israel (IDF) anunciaram que o militante e líder de fato do Hamas, Yahya Sinwar, foi morto no dia anterior em um tiroteio com a 828.ª Brigada Bislamach em Rafah, no sul da Faixa de Gaza, de acordo com as IDF e o Shin Bet. Foram disparados projéteis de tanque contra um prédio com armadilhas e um drone equipado com uma câmera foi trazido para garantir que o prédio estava vazio de militantes. A Rádio do Exército Israelense declarou que testes de DNA estavam sendo realizados para determinar se Sinwar havia sido morto. A Polícia de Israel disse em um comunicado que o corpo correspondia aos registros dentários e às impressões digitais de Sinwar. Sinwar, que era um dos homens mais procurados de Israel após o ataque de 7 de outubro, estava em um prédio com outras duas pessoas. A operação militar foi descrita como aleatória e não planejada com antecedência. Os investigadores que haviam interrogado Sinwar durante seu cativeiro anterior, bem como um dentista, foram chamados para identificar o corpo, que foi transferido para Israel.
No momento do assassinato de Sinwar, não houve vítimas civis. Em uma declaração conjunta dos porta-vozes da IDF e do Shin Bet, foi afirmado que: "não havia sinais da presença de reféns na área."
O primeiro-ministro israelense, Benjamin Netanyahu, declarou que a morte de Sinwar marca o início de uma nova era sem o domínio do Hamas sobre Gaza, pedindo aos habitantes de Gaza que aproveitem a oportunidade para se libertar da tirania do Hamas e acrescentando que os reféns serão poupados se eles se renderem e os libertarem. O presidente dos EUA, Joe Biden, declarou: "Este é um bom dia para Israel, para os Estados Unidos e para o mundo", comparando a morte de Sinwar ao assassinato de Osama bin Laden e enfatizando que ela representa uma oportunidade para um "dia seguinte" em Gaza sem o Hamas.

## Histórico
Yahya Sinwar atuou como líder do Hamas na Faixa de Gaza desde fevereiro de 2017. Sua liderança foi caracterizada pelo foco no fortalecimento militar e nas alianças com o Irã e o Hezbollah. Comprometido com a destruição de Israel, acredita-se que ele seja, ao lado de Mohammed Deif, um dos principais arquitetos do ataque liderado pelo Hamas a Israel em 7 de outubro de 2023. O grupo, sob sua liderança, vinha planejando esse ataque há dois anos antes de sua execução. Ao lançar o ataque, o dia mais mortal da história de Israel, Sinwar deu início à guerra Israel-Hamas — um dos conflitos mais mortais na luta entre israelenses e palestinos - desencadeando uma resposta militar que resultou em destruição generalizada, baixas e deslocamento para sua terra natal, Gaza. Ele também atraiu o Irã e outros membros do Eixo da Resistência, inclusive o Hezbollah - cujas capacidades diminuíram significativamente devido às ações israelenses - juntamente com o movimento Houthi e as milícias iraquianas, para a guerra com Israel. Em setembro de 2015, Sinwar foi designado terrorista pelo governo dos Estados Unidos.
Em fevereiro de 2024, foi publicado um vídeo de Sinwar movendo-se em um túnel com sua família. Também houve especulação em agosto de que ele emergiria acima do solo com um manto de mulher. O Tribunal Penal Internacional (TPI) estava programado para emitir uma acusação de crimes de guerra contra Sinwar, conforme anunciado em maio. Sinwar foi escolhido como chefe do gabinete político do movimento em 6 de agosto de 2024, após o assassinato de Ismail Haniyeh. No mês seguinte, o Departamento de Justiça dos EUA anunciou acusações criminais contra Sinwar.
Há meses, Israel sabia que Sinwar estava escondido no bairro de Tel As-Sultan, em Rafah, embora sua localização exata permanecesse desconhecida. Em 31 de agosto, seis reféns foram assassinados nas proximidades do prédio em que Sinwar foi morto. Segundo consta, ele estava no mesmo túnel que eles.

## Assassinato
Em 17 de outubro de 2024, as Forças de Defesa de Israel (IDF) informaram que havia uma "alta probabilidade" de que Sinwar tivesse sido morto em Rafah. A IDF havia se envolvido em um tiroteio com um grupo de militantes do Hamas no dia anterior, matando três agentes. O tiroteio foi realizado por soldados recrutas da Brigada Bislamach que não sabiam contra quem estavam lutando, de acordo com Kan. Não havia reféns nas proximidades. De acordo com um porta-voz da IDF, Sinwar estava em um prédio danificado e foi baleado na mão antes de um tanque disparar contra a estrutura no dia anterior, resultando em sua morte.

### Ordem dos eventos
Em 16 de outubro de 2024, aproximadamente às 10h, as tropas da IDF notaram figuras suspeitas entrando e saindo de um prédio nas proximidades, após o que foi dada uma ordem para atacar. Às 15h, um drone da IDF detectou três homens armados saindo do prédio, dois cobertos com cobertores e abrindo caminho para um terceiro. Os soldados abriram fogo e o grupo se dispersou, dois entrando em um prédio e o terceiro, que mais tarde se provou ser Sinwar, entrando em outro prédio e subindo para o segundo andar. Um soldado da IDF ficou gravemente ferido no tiroteio que se seguiu. Em seguida, um tanque disparou um projétil contra a localização de Sinwar, e os soldados de infantaria começaram a varrer o prédio quando duas granadas foram lançadas contra eles; uma explodiu e a outra não. As tropas então recuaram e enviaram um drone que detectou uma figura ferida com o rosto coberto tentando derrubar o drone do ar com um pedaço de pau. Sinwar foi finalmente morto quando parte do edifício desabou sobre ele.
Após o incidente, as tropas descobriram um corpo que tinha uma semelhança impressionante com Sinwar, vestido com uniforme militar, com uma granada e uma arma, enquanto avaliavam o prédio desmoronado onde ocorreu a troca de tiros. Outros itens encontrados com ele incluíam 40 000 NIS em dinheiro, um isqueiro e um passaporte que não tinha relação com ele. Há relatos de que os três corpos foram encontrados com dinheiro, armas e identidades falsas.
Depois disso, as autoridades israelenses informaram ao gabinete de segurança sobre a provável morte de Sinwar. As forças da IDF não estavam mirando especificamente em Sinwar durante a operação e não previram sua presença na área.
Os relatórios iniciais indicavam que seriam realizados testes de DNA, dentários e de impressões digitais para a identificação formal, já que a IDF possui os registros de Sinwar de seu tempo na prisão. Fotos circularam nas mídias sociais supostamente mostrando o corpo que se acreditava ser de Sinwar, com ferimentos na cabeça e em uma perna. De acordo com o The New York Times, as fotos correspondiam a imagens de arquivo de Sinwar, incluindo dentes tortos e sinais característicos.
O jornal israelense Yedioth Ahronoth, que também publicou fotografias do corpo, confirmou que a unidade de polícia forense de Israel fez uma correspondência completa com os registros dentários de Sinwar. A polícia de Israel disse em um comunicado que o corpo correspondia aos registros dentários e às impressões digitais de Sinwar. A identificação foi confirmada por testes de DNA.

## Análise
O CEO do Fórum de Política de Israel, David Halperin, e o presidente da J Street, Jeremy Ben Ami, previram que a morte de Sinwar era uma oportunidade para devolver os reféns e diminuir a escalada da situação. Gershon Baskin, que ajudou a negociar o acordo Shalit de 2011, disse que um acordo completo sobre os reféns poderia levar de 3 a 4 dias.

## Reações israelenses
O ministro da Defesa israelense, Yoav Gallant, tuitou que "Israel tem o compromisso de eliminar os terroristas onde quer que eles estejam". Ele afirmou que a morte "envia uma mensagem clara a todas as famílias dos mortos e às famílias dos reféns: estamos fazendo tudo para alcançar aqueles que feriram seus entes queridos e para libertar os reféns e devolvê-los às suas famílias", e acrescentou que era "também uma mensagem clara para os residentes de Gaza. O homem que trouxe desastre e morte para a Faixa de Gaza, o homem que fez vocês sofrerem como resultado de suas ações assassinas - o fim desse homem chegou. Chegou a hora de vocês saírem, libertarem os reféns, [para aqueles envolvidos em combates] levantarem as mãos, renderem-se. Saiam com os reféns, libertem-nos e se rendam".
O líder da oposição, Yair Lapid, disse que o governo deve aproveitar a oportunidade para agir de forma decisiva em relação aos reféns.
O primeiro-ministro Benjamin Netanyahu declarou a morte de Sinwar como "o início do dia após o Hamas", prometendo que o grupo não mais governará Gaza. Ele se dirigiu aos habitantes de Gaza, enfatizando o fato como uma oportunidade para que eles "finalmente se libertem de sua tirania". Netanyahu alertou os militantes do Hamas de que seus líderes estão fugindo e serão eliminados, afirmando que aqueles que libertarem reféns serão poupados, mas consequências severas aguardam qualquer um que os prejudique. Ele destacou que a morte de Sinwar ressalta a importância dos esforços contínuos de Israel, particularmente a operação em Rafah, onde os principais líderes do Hamas estavam escondidos, e enfatizou a oportunidade de deter o "eixo do mal" e construir um futuro melhor. Ele disse que a morte de Sinwar "não é o fim da guerra em Gaza".
O valor da moeda israelense aumentou após o assassinato de Sinwar.
As famílias dos reféns israelenses, ao mesmo tempo em que expressaram orgulho pela eliminação de Sinwar pela IDF, também expressaram preocupação com o fato de que os 101 reféns ainda mantidos em Gaza correm agora um risco ainda maior. Eles pediram aos líderes israelenses e norte-americanos que capitalizassem esse sucesso militar negociando um acordo imediato para a libertação dos reféns, enfatizando que a verdadeira vitória só pode ser alcançada quando todos os cativos forem devolvidos em segurança.

## Reações internacionais

### Irã
A mídia estatal do Irã descreveu a morte de Sinwar como um "martírio" e o elogiou por ter morrido na luta contra Israel em Gaza. Hossein Kazeruni, um clérigo linha-dura, disse no X que Sinwar morreu lutando contra os militares de Israel "como um homem, arma na mão, envolto em kaffiyeh, peito para fora". A missão iraniana na ONU declarou que o assassinato de Sinwar irá "fortalecer o espírito de resistência".

### OTAN
O Secretário-Geral da OTAN, Mark Rutte, disse que Sinwar "é amplamente reconhecido como o arquiteto dos ataques terroristas de 7 de outubro de 2023 contra Israel. Eu os condenei, todos os aliados os condenaram. Toda alma sensata do mundo os condenou. Portanto, se ele morreu, eu pessoalmente não sentirei sua falta".

### Reino Unido
O Secretário de Defesa John Healey declarou que, embora o Reino Unido ainda esteja aguardando a confirmação da morte de Sinwar, ele observou: "Eu, por exemplo, não vou lamentar a morte de um líder terrorista como Sinwar - alguém que foi responsável pelo ataque terrorista de 7 de outubro". Healey acrescentou que ele e o governo do Reino Unido reconhecem que esse ataque "desencadeou não apenas o dia mais sombrio e mortal para o povo judeu desde a Segunda Guerra Mundial, mas também desencadeou mais de um ano de conflito e um nível intolerável de vítimas civis palestinas".
O primeiro-ministro Keir Starmer disse que o Reino Unido "não lamentará" a morte de Sinwar.

### Estados Unidos
O presidente dos EUA, Joe Biden, emitiu um comunicado à imprensa, declarando: "Este é um bom dia para Israel, para os Estados Unidos e para o mundo", e observando que "como líder do grupo terrorista Hamas, Sinwar foi responsável pela morte de milhares de israelenses, palestinos, americanos e cidadãos de mais de 30 países". Biden elogiou os militares israelenses por sua perseguição aos líderes do Hamas, comparando a operação ao ataque de 2011 que matou Osama bin Laden. Ele enfatizou que Israel tem o direito de desmantelar o Hamas, destacando que o grupo não pode mais realizar ataques como o de 7 de outubro. Biden declarou que a morte de Sinwar removeu "um obstáculo intransponível", criando a esperança de um futuro sem o Hamas em Gaza e abrindo a porta para um acordo político que beneficie israelenses e palestinos. A vice-presidente Kamala Harris disse que "a justiça foi feita" com a morte de Yahya Sinwar. O conselheiro de Segurança Nacional de Biden, Jake Sullivan, disse que Sinwar "era um enorme obstáculo à paz".

### Canadá
O primeiro-ministro Justin Trudeau declarou: "Yahya Sinwar, o líder brutal da organização terrorista Hamas, foi eliminado pela IDF. Sob a liderança de Sinwar, o Hamas realizou as horríveis atrocidades de 7 de outubro, buscou destruir Israel e lançou ataques terroristas devastadores e sem sentido contra civis em toda a região. O dia de hoje oferece uma medida de justiça para suas vítimas e suas famílias. A morte de Sinwar põe fim a um reinado de terror."

### Países da UE
- França: Presidente Emmanuel Macron declarou: "Yahya Sinwar foi o principal responsável pelos ataques terroristas e atos bárbaros de 7 de outubro. Hoje, penso com emoção nas vítimas, incluindo 48 de nossos compatriotas, e em seus entes queridos. A França exige a libertação de todos os reféns ainda em poder do Hamas."[62]
- Alemanha: Ministra das Relações Exteriores Annalena Baerbock: "Sinwar foi um assassino e terrorista brutal que queria destruir Israel e seu povo. Como mentor do terror de 7 de outubro, ele levou a morte a milhares de pessoas e um sofrimento imensurável a toda uma região. O Hamas deve agora libertar todos os reféns e depor suas armas, o sofrimento do povo de Gaza deve finalmente acabar."[62]
- Itália: Primeira-Ministra Giorgia Meloni declarou: "Com a morte de Yahya Sinwar, morre o principal autor do massacre de 7 de outubro de 2023. Acredito que uma nova fase deve começar agora: É hora de todos os reféns serem libertados, de um cessar-fogo imediato ser proclamado e de a reconstrução começar em Gaza. Continuaremos a apoiar vigorosamente todos os esforços nesse sentido e na retomada de um processo político sério e confiável que leve à solução de dois Estados".[62]